# Still King
Still King (englisch für „Immer noch König“) ist das 13. Soloalbum des deutschen Rappers Kollegah. Es erschien am 2. August 2024 über dessen eigenes Label Alpha Music Empire als Boxset und Download-Version, inklusive der EP T.O.N.I. Style.

## Produktion
Das Album wurde komplett von dem Musikproduzenten Johnny Illstrument produziert. Bei verschiedenen Liedern wurde er von den Produzenten Asche, Joznez, Phil Foreign, Sias, Ttyme, B-Case, Dynamaik, Phil Fanatic und Dinski unterstützt.

## Covergestaltung
Das Albumcover ist schwarz-weiß gehalten und zeigt Kollegahs Gesicht. Er hält eine Hand an sein Kinn und schaut vom Betrachter aus gesehen nach rechts. Am unteren Bildrand stehen die weißen Schriftzüge Kollegah und Still King, während sich rechts oben der Hinweis + T.O.N.I. Style EP befindet. Der Hintergrund ist komplett schwarz.

## Gastbeiträge
Beim regulären Album ist lediglich der Rapper Favorite auf dem Song Blessed zu hören, mit dem Kollegah schon früher beim Label Selfmade Records zusammenarbeitete. Die T.O.N.I.-Style-EP enthält zudem Gastauftritte der Rapper Asche (Koenigsegg und Glock Talk), Chissmann (Nastarovje), Shiml (Plutonium) und BoZ (Kiss of Death).

## Titelliste
| #  | Titel                     | Gastmusiker | Produzenten                          | Länge |
| -- | ------------------------- | ----------- | ------------------------------------ | ----- |
| 1  | Magnum Opus               |             | Johnny Illstrument                   | 3:11  |
| 2  | Sigma                     |             | Johnny Illstrument, Phil Foreign     | 4:47  |
| 3  | Still King                |             | Johnny Illstrument                   | 3:14  |
| 4  | High Roller               |             | Johnny Illstrument, Dynamaik, Joznez | 3:23  |
| 5  | Boss für immer            |             | Johnny Illstrument, Sias             | 3:54  |
| 6  | Larger than Life          |             | Asche, Johnny Illstrument (Co)       | 3:31  |
| 7  | Cold Case                 |             | Johnny Illstrument, Asche            | 3:14  |
| 8  | Kanzleraura               |             | Johnny Illstrument                   | 4:36  |
| 9  | Blonder Don               |             | Johnny Illstrument, Phil Foreign     | 2:57  |
| 10 | El Rey del Mundo Serenade |             | Johnny Illstrument                   | 5:02  |
| 11 | Four Seasons              |             | Johnny Illstrument, Ttyme            | 3:56  |
| 12 | Blessed                   | Favorite    | Johnny Illstrument                   | 5:15  |
| 13 | Verbrannte Erde           |             | Johnny Illstrument, Joznez           | 3:17  |
| 14 | Triumphlächeln            |             | Johnny Illstrument, Sias             | 4:00  |
| 15 | GOAT                      |             | Asche, Johnny Illstrument (Co)       | 5:46  |
| 16 | Mama                      |             | Johnny Illstrument, Ttyme            | 3:23  |
| 17 | Du bist King              |             | Johnny Illstrument                   | 2:29  |
| 18 | Halbmondsichel            |             | Johnny Illstrument, B-Case           | 3:48  |
| 19 | Prime (Outro)             |             | Johnny Illstrument                   | 5:21  |

T.O.N.I.-Style-EP
| #  | Titel            | Gastmusiker | Produzenten                      | Länge |
| -- | ---------------- | ----------- | -------------------------------- | ----- |
| 1  | T.O.N.I.-Style   |             | Johnny Illstrument, Phil Fanatic | 3:16  |
| 2  | Warm Up          |             | Johnny Illstrument, Asche, Ttyme | 2:13  |
| 3  | Sidequest        |             | Johnny Illstrument, Asche, Ttyme | 4:28  |
| 4  | Rise to Power    |             | Johnny Illstrument               | 2:45  |
| 5  | Weisses Piano    |             | Johnny Illstrument, Ttyme        | 5:12  |
| 6  | Driveby Skit     |             |                                  | 0:53  |
| 7  | Legacy of War    |             | Johnny Illstrument, Phil Fanatic | 2:54  |
| 8  | Koenigsegg       | Asche       | Johnny Illstrument, Ttyme, Asche | 3:24  |
| 9  | Rappe wie Rakeem |             | Johnny Illstrument, Asche        | 4:50  |
| 10 | Nastarovje       | Chissmann   | Johnny Illstrument, Sias         | 3:45  |
| 11 | Gran Torino      |             | Johnny Illstrument, Asche        | 3:02  |
| 12 | Keine F’s        |             | Johnny Illstrument, Ttyme        | 3:54  |
| 13 | Plutonium        | Shiml       | Johnny Illstrument               | 2:56  |
| 14 | T-Files          |             | Johnny Illstrument, Joznez       | 3:06  |
| 15 | Kiss of Death    | BoZ         | Johnny Illstrument, Phil Fanatic | 3:26  |
| 16 | Retaliation Skit |             |                                  | 1:11  |
| 17 | Glock Talk       | Asche       | Johnny Illstrument               | 4:36  |
| 18 | Dreams Skit      |             |                                  | 1:08  |
| 19 | Big City Dreams  |             | Johnny Illstrument, Dinski       | 7:12  |

## Chartplatzierungen und Singles
Still King stieg am 9. August 2024 auf Platz eins in die deutschen Albumcharts ein und hielt sich vier Wochen in den Top 100. In der gleichen Chartwoche erreichte das Album ebenfalls die Chartspitze der deutschsprachigen Albumcharts sowie die Chartspitze der Hip-Hop-Charts. In allen drei Chartlisten ist es je das elfte Nummer-eins-Album Kollegahs. Auch in der Schweiz erreichte das Album die Chartspitze, während es in Österreich Rang 13 belegte. In den deutschen Album-Jahrescharts 2024 erreichte es Position 79.
| ChartsChartplatzierungen | Höchstplatzierung | Wochen |
| ------------------------ | ----------------- | ------ |
| Deutschland (GfK)        | 1 (4 Wo.)         | 4      |
| Österreich (Ö3)          | 13 (2 Wo.)        | 2      |
| Schweiz (IFPI)           | 1 (4 Wo.)         | 4      |

| ChartsJahrescharts (2024) | Platzierung |
| ------------------------- | ----------- |
| Deutschland (GfK)         | 79          |

Am 14. Juni 2024 wurde das Lied Sigma als erste Single des Albums veröffentlicht und erreichte Platz 58 der deutschen Charts. Die zweite Auskopplung Larger than Life folgte am 28. Juni, bevor Blessed am 12. Juli 2024 als dritte Single erschien. Eine Woche vor Albumveröffentlichung wurde zudem der Song GOAT ausgekoppelt. Zu den vier Singles erschienen auch Musikvideos.

## Rezeption
| Professionelle Bewertungen | Professionelle Bewertungen |
| -------------------------- | -------------------------- |
| Kritiken                   |                            |
| Quelle                     | Bewertung                  |
| laut.de                    | [ 9 ]                      |

Dominik Lippe von laut.de bewertete Still King mit zwei von fünf Punkten. Das Album folge dem Motto „Selbe Scheiße, anderer Track“, wobei Kollegah sich „über groteske 140 Minuten […] seinen Aufstieg“ vergegenwärtige und „die seit etlichen Jahren durchexerzierten Motive des Straßenrap“ wiederhole. Dabei bleibe „abgesehen von Einzelfällen […] auch die musikalische Seite mutlos bis blamabel.“
Der Medienhistoriker Daniel Meis ordnete Still King für das Titel-Kulturmagazin in Kollegahs Diskografie und den heutigen Deutschrap ein. Das Album erscheine als „nahezu perfekter abgerundeter Abschluss einer Musikkarriere, die 2003 in der RBA begann und 2024 mit einem überragenden Fazit aller Alben endet.“ Meis hebt die Fortführung und Vollendung diverser Songs früherer Alben hervor, und betont zugleich die ungewöhnliche Authentizität sowie den für Kollegahs Alben typischen Charakter als „einheitliche[s] Kunstwerk [...]. Es sind keine Playlist-Alben, die marktgerecht das Streaminggeschäft anpeilen, sie sind von Anfang bis Ende Alben im früheren Sinne.“